# Wasserstoffatemtest
Der Wasserstoffatemtest oder H2-Atemtest ist eine wenig belastende medizinische Diagnosemethode zur Erkennung verschiedener Syndrome des Magen-Darm-Traktes. Er wird seit 1969 bei Beschwerden im Bauchraum wie chronischem Durchfall und chronischen oder wiederkehrenden Bauchschmerzen  eingesetzt, die z. B. bei Laktoseintoleranz und Fructosemalabsorption auftreten können.

## Testprinzip
Der Test beruht auf der Messung der Konzentration des Wasserstoffs (H2) in der Ausatemluft, der bei Menschen durch bakterielle Zersetzung von Kohlenhydraten im Dickdarm entsteht, in das Blut aufgenommen und über die Lunge abgeatmet wird. Die Menge des abgeatmeten Wasserstoffs ist abhängig von der Menge der Kohlenhydrate, die in den Dickdarm gelangen. Dieser Umstand wird diagnostisch genutzt: Der Proband erhält einen Kohlenhydrattrunk (z. B. Lactose [Milchzucker] oder Fructose [Fruchtzucker]). Werden die Kohlenhydrate im Dünndarm nicht vollständig resorbiert, erreicht ein Teil davon nach etwa einer Stunde den Dickdarm, wo H2 gebildet wird, der über die Atemluft nachweisbar ist. Überschreitet der Wasserstoffanstieg nach dem Testtrunk 20 ppm, so liegt ein signifikanter Anstieg vor.

## Testdurchführung
Die Bestimmung der Ausatemluft-Wasserstoffkonzentration in der Einheit parts per million (ppm) erfolgt heutzutage in der Regel mit einem kleinen Handgerät ähnlich einem Alkoholmessgerät der Polizei. Nach einer maximalen Einatmung wird in das Gerät alles hineingepustet, was der Patient aus der Lunge herauspusten kann. Das Gerät zeigt dann die Wasserstoffkonzentration der Ausatemluft in ppm an.
Gemeinsam ist allen Tests, dass zunächst am nüchternen Probanden der Basalwert gemessen wird, dieser sollte wegen der (vorgeschriebenen) langen Nüchternheit vor dem Test nahe 0 ppm liegen. Danach wird ein in einem Glas Wasser gelöstes Kohlenhydrat getrunken und alle 10 bis 30 Minuten über ein bis drei Stunden eine Messung der Ausatemluft-Wasserstoffkonzentration vorgenommen.
Parallel zum Verlauf der Wasserstoffkonzentration in der Atemluft wird bei dem Test auf Symptome (Gluckern, Blähungen, Krämpfe, Schmerzen, Durchfall etc.) geachtet, da diese auch ein Zeichen dafür sind, dass Bakterien die Kohlenhydrate verstoffwechseln.
Zwischen verschiedenen Tests sollten einige Tage Zeit liegen, damit sicher ausgeschlossen werden kann, dass das zuerst eingenommene Kohlenhydrat im folgenden Test noch für Symptome verantwortlich ist, denn diese können noch ein bis zwei Tage später auftreten und lange anhalten. Lediglich bei einem negativen Glucosetest (kein Wasserstoff und keine Symptome) und entsprechender Anamnese könnte ein weiterer Test danach durchgeführt werden – ggf. mit etwas höherer Unsicherheit bzgl. des Ursprungs auftretender Symptome im zweiten Test.

## Testarten
Es sind verschiedene Arten von Tests zu unterscheiden:
1. Malabsorptionstest (Lactose,[5] Fructose[6][5] Sorbit[6][5] und sonstige Zuckeralkohole[6][5])
2. generelle Malabsorption (Xylose)[5]
3. Dünndarmtransitzeit (Lactulose)[3][7][5]
4. Test auf Dünndarmfehlbesiedlung (Glucose)[5]
5. Test auf Dünndarmfehlbesiedlung (Lactulose)[7][5]

- Bei den Tests (1)–(3) wird davon ausgegangen, dass der Dünndarm bakterienfrei ist und Wasserstoff nur von Dickdarmbakterien produziert wird. Beträgt bei den Tests (1)–(2) der Unterschied zwischen Basalwert und maximal gemessenem Wert nach dem Trunk mehr als 20 ppm, weist der Befund auf eine Malabsorption der Testsubstanz.
- Weil Lactulose immer den Dickdarm erreicht, da sie generell nicht im Dünndarm resorbiert wird, ist bei Test (3) immer ein Anstieg der Wasserstoffkonzentration zu erwarten. Der Zeitpunkt entspricht dann der Ankunft der Lactulose im Dickdarm, also der Dünndarmtransitzeit. Dieser Test eignet sich daher auch zur Ermittlung von „Non-Respondern“, das sind solche Personen, die nach Einnahme kritischer Disaccharide keinen Wasserstoff ausatmen.
- Falsche Testergebnisse:
  - Falsch positive Tests[7]: Da die Dünndarmtransitzeit normalerweise zwischen 90 und 150 min beträgt, kann Wasserstoffbildung deutlich vor 90 Minuten auf eine Dünndarmfehlbesiedlung hindeuten.
  - Falsch negative Tests:[7] Bei „Non-Respondern“ kommt es zu keinem signifikanten Wasserstoffanstieg, wenn die Bakterien das Kohlenhydrat entweder nicht verstoffwechseln, beim Stoffwechsel keinen Wasserstoff produzieren oder der produzierte Wasserstoff durch andere Bakterien verstoffwechselt wird.
- Bei Test (4) wird davon ausgegangen, dass die Glucose so schnell im Dünndarm resorbiert wird, dass sie keinesfalls in den Dickdarm kommt. Ein Anstieg des Wasserstoffs in der Atemluft lässt daher auf eine pathogene Besiedlung des Dünndarms mit Bakterien schließen. Da Glucose schnell aufgenommen wird, ist nach 60 min nicht mehr zu erwarten, dass sich überhaupt noch Glucose im Darm befindet. Glucose kann allerdings resorbiert werden, bevor sie zu der bakterienbesiedelten Stelle des Dünndarms gelangt – dann ist das Ergebnis falsch negativ.
- Bei Test (5) schaltet man im Vergleich zu Test (4) diese Möglichkeit aus, da Lactulose, weil nicht resorbiert, immer zur Stelle mit der Dünndarmfehlbesiedlung gelangt, um dort Wasserstoff zu produzieren. Da Lactulose stets auch in den Dickdarm gelangt und somit nach der Dünndarmtransitzeit stets Wasserstoff produziert, besteht die Schwierigkeit darin, zu unterscheiden, welcher Wasserstoff vom Dünndarm und welcher vom Dickdarm herrührt. Für eine Dünndarmfehlbesiedlung sprechen:
  - deutliche Wasserstoffmengen vor 75 min
  - ein zwei-gipfliger Verlauf (z. B. ein Anstieg bei 90 min, und dann ein weiterer Anstieg bei 150 min; in dem Fall kann man den ersten Peak einer Dünndarmfehlbesiedlung zuordnen und den zweiten Peak dem Erreichen der Lactulose im Dickdarm)
  - ein hoher Basiswert bei der Wasserstoffkonzentration.
- Nach Ledochowski[5] deuten Tests (4) oder (5) auf eine pathogene bakterielle Besiedlung des Dünndarms hin, wenn der Anstieg mehr als 10 ppm Wasserstoff beträgt – beim Auftreten von Symptomen reicht dann sogar ein Anstieg von nur 5 ppm.

Da die Dünndarmtransitzeit von Mensch zu Mensch sehr unterschiedlich ist (40 gesunde Probanden: 30–120 min, Mittelwert 72 min; 8 gesunde Probanden: 38–136 min, Mittelwert 77 min), ist die Interpretation der Testergebnisse nicht immer eindeutig.

## Parallele Blutuntersuchung
Bei dem Lactose-Atemtest ist es nützlich, vor und während der Atem-Messungen auch den Blutzuckerspiegel (Glucose) zu messen. Liegt eine Maldigestion vor, wird der getestete Zucker nicht gespalten und aufgenommen, und der Blutzuckerspiegel bleibt damit gleich. Liegt keine Maldigestion vor, steigt der Blutzuckerspiegel an, da das Spaltprodukt der Lactose, die Glucose, in das Blut aufgenommen wurde. Die Untersuchung der Änderung des Blutzuckerspiegels ist aber weniger empfindlich und auch aufwendiger als der Atemtest. Die Blutuntersuchung ist aber dann hilfreich, wenn der Verdacht auf „Non-Responder“ besteht.
Fructose wird im Darm nicht in Glucose umgewandelt, sondern stark zeitlich verzögert und sehr langsam in der Leber, so dass eventuell dadurch hervorgerufene Schwankungen des Blutzuckerspiegels minimal und nicht aussagekräftig sind. Macdonald (1978) untersuchte an 9 Gesunden die zeitliche Veränderung von 8 Blutserumwerten (Glucose = Blutzucker, Insulin, Fructose, Triglyceride, Lactat, Pyruvat, Glycerin und Harnsäure) nach oraler Gabe von verschiedenen Mengen Fructose (0,25, 0,5, 0,75 und 1 g Fructose je kg Körpergewicht). Er zeigte, dass allein die Fructosekonzentration proportional zur verabreichten Menge ansteigt. Truswell (1988) zeigte an 103 Personen, dass die Änderung der Fructosekonzentration nicht mit der Malabsorption korreliert – tendenziell stieg bei den Malabsorbern die Fructoseserumkonzentration entgegen der Erwartung sogar stärker an als bei gesunden Probanden. Eine Blutuntersuchung ist also nicht sinnvoll, um Aussagen über die Fructosemalabsorption zu erhalten.

## Hintergründe
Bei einer Laktoseintoleranz fehlt im Dünndarm eine bei Nordeuropäern eher übliche, ausreichende Produktion des Enzyms Lactase, das die Milchzuckermoleküle in die Bestandteile Glucose und Galactose aufspaltet. Deshalb gelangt Milchzucker in den Dickdarm, wo er von bestimmten Darmbakterien verstoffwechselt wird. Dabei entstehen kurzkettige Fettsäuren und Gase, unter anderem Wasserstoff (H2), der mit dem H2-Atemtest gemessen werden kann.
Bei einer Fructosemalabsorption steht das Transportprotein GLUT 5, das zur Aufnahme des Fruchtzuckers durch die Dünndarmschleimhaut ins Blut erforderlich ist, nicht in ausreichender Menge beziehungsweise Qualität zur Verfügung. Die in den Dickdarm gelangenden Fruchtzuckermoleküle werden dort analog zur Lactoseintoleranz von Darmbakterien unter Abgabe von Wasserstoff verarbeitet.

## Dosierung der Kohlenhydrate
Bei Erwachsenen kann man folgende Mengenangaben als Richtwerte für die einzunehmenden Kohlenhydratmengen ansehen:
| Test-Kohlenhydrat | Menge   | Nachweisbares Syndrom/Messgröße                                            |
| ----------------- | ------- | -------------------------------------------------------------------------- |
| Lactose           | 50 g    | Lactosemaldigestion / Laktoseintoleranz                                    |
| Fructose          | 20–25 g | Fructosemalabsorption                                                      |
| Glucose           | 50–80 g | Dünndarmfehlbesiedlung (Glucose gelangt nicht in den Dickdarm)             |
| Lactulose         | 10 g    | Transitzeit vom Mund bis in den Dickdarm (Lactulose wird nicht resorbiert) |
| Sorbit            | 5–10 g  | Sorbitmalabsorption                                                        |

Je höher die Menge an verabreichtem Kohlenhydrat bei den Verträglichkeitstests ist, desto wahrscheinlicher ist die Malabsorption / Maldigestion.

## Testvorbereitung
Um auszuschließen, dass bei den Messungen Wasserstoff detektiert wird, der nicht von der Testsubstanz herrührt, sind einige Vorkehrungen zu beachten:
- Vor dem Atemtest darf mindestens 14 h nichts mehr gegessen werden und außer reinem Leitungswasser auch nichts mehr getrunken werden, damit sämtliche Speisereste und deren bakterielle Zersetzung im Dickdarm beim Messen des Basalwertes komplett abgeschlossen sind. Bereits 24 h vorher gilt das für schwer verdaulichen Speisen (Zwiebeln, Kohl, Bohnen, Ballaststoffe, Reformhausprodukte, Obst) und natürlich für das Abführmittel Lactulose. Vor einem Lactosewasserstoffatemtest / Fructosewasserstoffatemtest, müssen auch diese Zucker 24 h gemieden werden.
- Um einen Basalwert von 0 für aussagekräftige Testergebnisse zu erreichen, ist Mundhygiene vor dem Test wichtig, da Bakterien in der Mundhöhle ebenfalls Wasserstoff produzieren. Der in der Mundhöhle produzierte Wasserstoff gelangt zu 100 % ins Messgerät, der im Darm produzierte aber nur zu 20 % (relevant bei Trägern von festen Zahnspangen). Da einige Ärzte vom Zähneputzen abraten, schreibt Ledochowski, dass bei seinem Patientenkollektiv bei ca. 1000 Patienten kein negativer Einfluss des Zähneputzens festgestellt werden konnte. Empfehlenswert ist eine möglichst Sorbit-freie Zahnpasta und anschließendes extrem gründliches Ausspülen des Mundes und kein Verschlucken der Zahnpasta.
- Körperliche Anstrengung während der Tests muss vermieden werden, da diese einen negativen Effekt auf die Absorption der Kohlenhydrate hat; nachgewiesen durch starke Malabsorption mittels Ergometernutzung während Fructose-H2-Atemtest von Nicht-Malabsorbern.
- Rauchen vor und während der H2-Atemtests muss ebenfalls unterbleiben, da das gebildete Kohlenmonoxid den Detektor des Wasserstoffmessgerätes stört (Querempfindlichkeit).
- Einnahme von Antibiotika oder eine Darmlavage (zur Vorbereitung einer Koloskopie) können falsch negative Wasserstoffatemtests auch Wochen nach der Behandlung nach sich ziehen.

## Non-Responder
Bei Personen, die in ihrer Dickdarmflora relevante Populationen von methanbildenden Bakterien beherbergen, kann unter Umständen der komplette von anderen Bakterienarten gebildete Wasserstoff zu Methan verstoffwechselt werden, wobei das ebenfalls zuvor bakteriell gebildete Kohlendioxid reduziert wird. So kann es trotz Ankunft nicht absorbierter Kohlenhydrate im Dickdarm dazu kommen, dass in der Ausatemluft etwa gebildeter Wasserstoff nicht nachweisbar ist. Kommt es trotz negativem Wasserstofftest zu Symptomen während oder kurz nach der Untersuchung, so ist es sinnvoll, mittels eines Lactulose-Atemtests auf Non-Responder-Status zu prüfen. In diesen Fällen ist es angezeigt, den Test unter Messung des Methangehaltes der Ausatemluft zu wiederholen.
In der westeuropäischen Bevölkerung liegt der Anteil der methanausscheidenden Menschen bei ca. 35 %, wobei die Mehrzahl dieser Personen die methanbildenden Bakterien hauptsächlich im mittleren und absteigenden Teil des Dickdarmes beherbergt. Im Blinddarm und aufsteigenden Teil des Dickdarms herrscht meist ein niedrigerer pH-Wert, so dass hier die Bedingungen ungünstig für die Methanogenese sind. Deshalb ist der Anteil der Non-Responder, bei denen der entstehende Wasserstoff bereits im Blinddarm zu Methan verstoffwechselt wird, deutlich geringer (ca. 5–10 % der Bevölkerung).